# Parc d'attractions de Prypiat
Le parc d'attractions Prypiat est un parc d'attractions abandonné situé à Prypiat, dans la zone d'exclusion de Tchernobyl, en Ukraine. 

## Histoire
Le parc est construit au cœur de la ville ouvrière de Prypiat, près de la centrale nucléaire de Tchernobyl, alors en République socialiste soviétique d'Ukraine en URSS. Il devait être inauguré le 1er mai 1986, à temps pour les célébrations de la fête du Travail,, mais ces plans ont été annulés le 26 avril, lorsque la catastrophe de Tchernobyl s'est produite à quelques kilomètres de là. 
Plusieurs sources rapportent que le parc a été ouvert pour une courte période le 27 avril avant l'annonce de l'évacuation de la ville, et un site montre des photos du parc d'attractions en fonctionnement.
Le parc est aujourd'hui à l'abandon rongé par une végétation envahissante et des arbres de plus en plus nombreux au fil des années qui poussent à travers les sols bétonnés, gravement contaminée par la radioactivité lors de la catastrophe de la centrale nucléaire de Tchernobyl d'avril 1986. La grande roue présente un risque d'effondrement. Elle est considérée comme le symbole de la ville de Prypiat.   